# أشرف أمايا
أشرف أمايا (بالإنجليزية: Ashraf Amaya)‏ مواليد 23 نوفمبر 1971 في شيكاغو، هو لاعب كرة سلة أمريكي سابق بدأ مسيرته الاحترافية في سنة 1993 ويحمل الرقم 18, 50. يبلغ طوله 6 قدم 8 بوصة (2.0 م). اعتزل اللعب في 2004.

## فرق لعب لها
- ميمفيس غريزليس
- واشنطن ويزاردز

## الميداليات
| الميدالية | المسابقة                         |
| --------- | -------------------------------- |
| برونزية   | بطولة كأس العالم لكرة السلة 1998 |

## روابط خارجية
- أشرف أمايا على موقع الاتحاد الدولي لكرة السلة (الإنجليزية)
- أشرف أمايا على موقع إن بي أي (الإنجليزية)
- أشرف أمايا على موقع سبورتس رفرنس (الإنجليزية)
- أشرف أمايا على موقع الدوري الإسباني لكرة السلة (الإسبانية)
- أشرف أمايا على موقع كرة السلة الأوروبية.كوم (الإنجليزية)
- أشرف أمايا على موقع كلية كرة السلة في سبورتس رفرنس.كوم (الإنجليزية)
- أشرف أمايا على موقع ريلجم (الإنجليزية)
- أشرف أمايا على موقع بروبوليرز (الإنجليزية)
- أشرف أمايا على موقع سبورتس رفرنس (الإنجليزية)